# Vass Anna
Vass Anna (? –) magyar kerékpárversenyző, a 2025-ös szezonban a Team United Shipping kerékpárosa. Számos szakágban indul, így cyclocrossban, gravel és országúti kerékpározásban.

## Pályafutása
2024-ben az osztrák radwerk.cc versenyzője volt. Az áprilisi Wörthersee Gravel Race-en a női 19–34 kategóriában a 4. helyen végzett. Júniusban megnyerte a gravel magyar kupa vértesboglári versenyét, szeptemberben pedig az első gravel magyar bajnok lett. A 2024-es gravelkerékpár-világbajnokságon na ői 19–34 kategóriában 29. helyen végzett.
A 2025ös szezontól a Team United Shipping csapatába igazolt.